# Dysphania malayaria
Dysphania malayaria là một loài bướm đêm trong họ Geometridae.